# وارن إياكس
كان وارن جوليوس أياكس (12 مايو 1921-19 ديسمبر 2004) لاعب كرة سلة أمريكي محترف. لعب في دوري كرة السلة الوطني لمنيابولس ليكرز خلال موسم 1947-1948 وبلغ متوسطه 0.3 نقطة لكل مباراة.